# Andorra az 1984. évi nyári olimpiai játékokon
Andorra az egyesült államokbeli Los Angelesben megrendezett 1984. évi nyári olimpiai játékok egyik részt vevő nemzete volt. Az országot az olimpián 1 sportágban 2 sportoló képviselte, akik érmet nem szereztek.

## Sportlövészet
Nyílt
| Versenyző       | Versenyszám | Pont | Helyezés |
| --------------- | ----------- | ---- | -------- |
| Joan Tomas      | Trap        | 180  | 26.      |
| Francesco Gaset | Trap        | 179  | 28.      |